# Vuelta a Andalucía 1967
La 14ª edición de la Vuelta a Andalucía se disputó entre el 12 y el 19 de febrero de 1967 con un recorrido de 1077 km dividido en 8 etapas, con inicio y final en Málaga. 
Participaron 50 corredores repartidos en 10 equipos de los que sólo lograron finalizar la prueba 41 ciclistas.
El vencedor, el español Ramón Mendiburu, cubrió la prueba a una velocidad media de 33,305 km/h, mientras que en la clasificación de la montaña se impuso el también español Mariano Díaz Díaz.

## Etapas
| Etapa | Fecha         | Recorrido                        | Km    | Ganador de la etapa |
| 1ª    | 12 de febrero | Málaga - Málaga                  | 55,0  | Edward Sels         |
| 2ª    | 13 de febrero | Málaga - Nerja                   | 91,0  | Ramón Mendiburu     |
| 3ª    | 14 de febrero | Nerja - Granada                  | 132,0 | Edward Sels         |
| 4ª    | 15 de febrero | Granada - Córdoba                | 235   | Edward Sels         |
| 5ª    | 16 de febrero | Córdoba - Sevilla                | 145,0 | Gabino Ereñozaga    |
| 6ª    | 17 de febrero | Sevilla - Puerto de Santa María  | 114,0 | Emiel Coppens       |
| 7ª    | 18 de febrero | Puerto de Santa María - La Línea | 153,0 | Edward Sels         |
| 8ª    | 19 de febrero | La Línea - Sevilla               | 132,0 | Emiel Coppens       |